# Tulasnella anguifera
Tulasnella anguifera é uma espécie de fungo pertencente à família Tulasnellaceae.